# Rhyothemis fulgens
Rhyothemis fulgens is een libellensoort uit de familie van de korenbouten (Libellulidae), onderorde echte libellen (Anisoptera).
De wetenschappelijke naam Rhyothemis fulgens is voor het eerst geldig gepubliceerd in 1889 door Kirby.